# Coptodon spongotroktis
Coptodon spongotroktis es una especie de peces de la familia Cichlidae en el orden de los Perciformes.

## Morfología
Los machos pueden llegar alcanzar los 11,4 cm de longitud total.

## Distribución geográfica
Se encuentran en África: lago Bemin (Camerún).